# Втікачі (опера)
«Втікачі» — опера (оперний етюд) на 3 фрагменти українського композитора Михайла Вериківського, завершений 1948 року.
Автор лібрето — сам композитор. Оперу створено за трьома епізодами повісті Михайла Коцюбинського «Дорогою ціною». Прем'єра по радіо — 13 листопада 1957, Київ.